# Homohuwelijk in de Verenigde Staten

Het homohuwelijk in de Verenigde Staten van Amerika werd voor het eerst mogelijk in de staat Massachusetts in 2004, geleidelijk aan gevolgd door meer staten. Eerder was Vermont in 2000 de eerste staat die geregistreerde partnerschappen invoerde. Geleidelijk aan werd het homohuwelijk in steeds meer staten toegestaan, terwijl in andere staten, al dan niet na wetswijzigingen, het homohuwelijk verboden was. Na veel rechtszaken werd de kwestie behandeld door het Hooggerechtshof van de Verenigde Staten, dat op 26 juni 2015 in de zaak Obergefell v. Hodges oordeelde dat de afzonderlijke staten het homohuwelijk niet mogen verbieden.

## Geschiedenis

### Jaren zeventig en tachtig
Het huwelijksrecht werd traditioneel grotendeels op het niveau van de afzonderlijke staten geregeld. Oorspronkelijk hadden veel staten wetten die het huwelijk niet expliciet voorbehielden aan een verbintenis tussen een man en een vrouw, het was immers vanzelfsprekend dat alleen een man en een vrouw konden trouwen. Verschillende burgerrechtenbewegingen voerden al campagne in de jaren zeventig om huwelijken voor mensen van hetzelfde geslacht mogelijk te maken. Dergelijke huwelijken werden toen al op lokaal initiatief gesloten, maar hadden geen rechtskracht omdat ze in strijd werden geacht met de wet en met de heersende moraal.
Het bekendste geval hiervan is het huwelijk tussen Jack Baker en Michael McConnell. In een hieropvolgende rechtszaak oordeelde op 15 oktober 1971 het Hooggerechtshof van Minnesota in Baker v. Nelson dat het verbod op het homohuwelijk niet in strijd is met de Amerikaanse Grondwet. Er werd in beroep gegaan bij het federale hooggerechtshof, dat de zaak niet opnam "bij gebrek aan een federale kwestie". Dit werd tot voor kort beschouwd als precedent in federale rechtbanken.
Een grote demonstratie voor gelijke rechten vond plaats op 14 oktober 1979 in Washington D.C. Een tweede, nog grotere demonstratie vond plaats op 11 oktober 1987. De datum van deze tweede actie wordt sindsdien gebruikt voor de National Coming Out Day ("Kom-uit-de-kastdag") in de Verenigde Staten. Aanleiding voor de demonstratie was onder meer de verspreiding van aids en de uitspraak van het federale hooggerechtshof in Bowers v. Hardwick (1986) die sodomiewetgeving grondwettelijk verklaarde.

### Hawaï en Vermont

In het begin van de 21e eeuw namen de meeste staten een verbod op het homohuwelijk in hun grondwet op

Pas in de jaren negentig werd het weer een item, toen het Hooggerechtshof van Hawaï op het punt stond te oordelen in Baehr v. Miike dat het verbod op het homohuwelijk in strijd zou zijn met de Grondwet van Hawaï. Als reactie hierop keurde het Amerikaans Congres in 1996 de "Defense of Marriage Act" (DOMA) goed, die voor de federale overheid uitsluitend huwelijken tussen een man en een vrouw erkende en die de deelstaten toestond homohuwelijken van andere jurisdicties te weigeren. In 1998 werd in een referendum de Grondwet van Hawaï gewijzigd waardoor de wetgevende macht het huwelijk mocht beperken tot een verbintenis tussen een man en een vrouw. Hierdoor werd de rechtszaak zonder voorwerp verklaard. Kort erna oordeelde het Hooggerechtshof van Vermont in Baker v. Vermont dat, op basis van de Grondwet van Vermont, koppels van hetzelfde geslacht toegang moeten hebben tot het huwelijk of een gelijkwaardig instituut. Hierop keurde het Parlement van Vermont de controversiële civil unions (geregistreerde partnerschappen) goed, waarmee het de eerste staat werd die aan homokoppels alles behalve de naam "huwelijk" (en, door DOMA, de federale rechten) gaf.
Als reactie op deze ontwikkelingen werden in andere, vooral conservatievere, deelstaten wetten en grondwetswijzigingen ingevoerd die het huwelijk definieerden als een verbintenis tussen een man en een vrouw. Ook op federaal niveau kwamen er pogingen om het huwelijk in de Amerikaanse Grondwet te definiëren, maar die mislukten.

### Lawrence v. Texas en Massachusetts (2003-2006)
In juni 2003 oordeelde het Hooggerechtshof van de Verenigde Staten in Lawrence v. Texas dat sodomiewetgeving ongrondwettelijk is en vernietigde hiermee de eerdere uitspraak van 1986. Dit oordeel had geen rechtstreekse impact op de huwelijkswetgeving, maar was niettemin een belangrijke overwinning voor de homorechtenbeweging.
In november 2003 verklaarde het Hooggerechtshof van Massachusetts in Goodridge v. Department of Public Health het verbod op het homohuwelijk in strijd met de Grondwet van Massachusetts. Het Parlement wilde geregistreerde partnerschappen invoeren, maar het Hooggerechtshof reageerde dat de wettelijke erkenning wel degelijk gelijkwaardig moet zijn, namelijk huwelijk. 2004 werd een bewogen jaar voor de voor- en tegenstanders van het homohuwelijk. Op 12 februari 2004 begon de progressieve stad San Francisco, onder leiding van de nieuwe burgemeester Gavin Newsom, met het trouwen van homokoppels. In de weken erop volgden een aantal plaatsen in onder meer Oregon en New Mexico. Al deze pogingen werden niet veel later echter stopgezet en de huwelijken werden doorgaans nietig verklaard. Op 17 mei 2004 begon Massachusetts uiteindelijk met het trouwen van homokoppels. Ondertussen werden in veel staten referenda voorbereid die in de respectieve grondwetten wettelijke erkenning voor homokoppels zouden verbieden; deze werden bij de verkiezingen van 2 november 2004 allemaal met grote meerderheid goedgekeurd. Andere staten volgden bij de verkiezingen van november 2006. Zulke referenda werden mede georganiseerd om conservatieve kiezers naar de stembus te trekken en zo ook de Republikeinse Partij te steunen.

### Californië en andere rechterlijke uitspraken (2008-2009)
Als gevolg van de homohuwelijken in San Francisco kwam er een rechtszaak die op 15 mei 2008 leidde tot een oordeel van het Hooggerechtshof van Californië waarin het verbod op het homohuwelijk in strijd met de Grondwet van Californië werd verklaard. Terwijl de zaak liep had het Parlement van Californië vóór een wet gestemd om dit verbod op te heffen, maar gouverneur Arnold Schwarzenegger gaf zijn veto.
Door deze rechterlijke uitspraak werd het homohuwelijk toegestaan in een tweede staat, tevens de meest bevolkte staat. Tegenstanders startten een referendum op voor de verkiezingen van 5 november 2008, de beruchte "Proposition 8". Er ontstond een hevige campagne en opiniepeilingen voorspelden eerst dat het verworpen zou worden, maar uiteindelijk werd het nipt aangenomen, waarna homohuwelijken niet meer toegestaan werden.
Rechters in Connecticut (op 10 oktober 2008), Iowa (op 3 april 2009) en New Hampshire (3 juni 2009) volgden ondertussen Massachusetts (en in zekere zin Californië) in het ongrondwettelijk verklaren van het verbod op het homohuwelijk.

### Ingevoerd bij wet, en eerste federale rechtszaken (2009-2013)
Het Parlement van Vermont verving de geregistreerde partnerschappen door het huwelijk open te stellen voor homokoppels. Met een tweederdemeerderheid werd de wet, ondanks een veto van gouverneur Jim Douglas, goedgekeurd. Hiermee werd Vermont op 7 april 2009 de eerste staat waar het huwelijk werd opengesteld, zonder hiertoe verplicht te zijn door een rechter. Maine volgde, maar deze wet werd in een referendum op 3 november 2009 verworpen. Het federale District of Columbia volgde op 18 december 2009. Deze wet kon theoretisch teruggedraaid worden door het Amerikaans Congres, maar dat gebeurde niet.
In federale rechtbanken werd ondertussen enerzijds de Defense of Marriage Act (DOMA) en anderzijds de grondwetswijzigingen in een aantal staten aangevochten als zijnde in strijd met de Amerikaanse Grondwet. Op 4 augustus 2010 oordeelde rechter Vaughn R. Walker in Perry v. Schwarzenegger dat Proposition 8 van de Californische Grondwet in strijd was met de Amerikaanse Grondwet. Andere federale rechters oordeelden dat Sectie 3 van de DOMA ongrondwettelijk was. Tegenstanders gingen tegen deze uitspraken in beroep.
Op 24 juni 2011 volgde, na eerdere pogingen in het parlement, de derde meest bevolkte staat New York met het goedkeuren van een wet die het homohuwelijk mogelijk maakte.
Begin 2012 volgden Washington, Maryland en Maine. Deze wetten werden aangevochten in een referendum, maar bij de verkiezingen van 6 november 2012 werden ze alle drie goedgekeurd. Dit was de eerste keer dat een meerderheid van kiezers vóór het homohuwelijk stemde. In Maine was een paar procentpunt verschil ten opzichte van 2009 voldoende om een eerder verworpen wet nu goed te keuren.
Op 7 februari 2012 gaf een federaal hof van beroep gelijk aan de uitspraak in Perry v. Schwarzenegger door rechter Walker. In Hawaï en Nevada oordeelden federale rechters echter dat het verbod op het homohuwelijk in deze staten niet in strijd is met de Amerikaanse Grondwet, en gaven daarmee een omgekeerd oordeel dan de rechters in Californië.
North Carolina werd op 8 mei 2012 de laatste staat waar een verbod op het homohuwelijk in de grondwet werd opgenomen. 61% van de kiezers stemde hiermee in, bij een opkomst van slechts 35%.

### United States v. Windsor en federale rechtszaken (vanaf 2013)
Op 26 juni 2013, precies tien jaar na Lawrence v. Texas, oordeelde het Amerikaanse Hooggerechtshof in United States v. Windsor dat Sectie 3 van de Defense of Marriage Act (DOMA) in strijd was met de Amerikaanse Grondwet en dat daardoor de federale overheid wettelijk gesloten huwelijken tussen homokoppels als gelijkwaardig aan huwelijken tussen heterokoppels moest erkennen. Hiermee bevestigde het hof de uitspraak van lagere federale rechtbanken en hoven van beroep.
De zaak omtrent het het grondwettelijk verbod in Californië werd echter om procedurele redenen terugverwezen naar het hof van beroep, dat zijn oordeel bevestigde waardoor homohuwelijken weer konden plaatsvinden in Californië.
Eerder in 2013 volgden al Rhode Island, Delaware en Minnesota met het goedkeuren van een wet die het homohuwelijk toelaat. Met Rhode Island werd het homohuwelijk toegestaan in heel New England. Later in 2013 volgden ook Illinois en Hawaï. Het Hof van Beroep van New Jersey, waar een wet telkens door een veto van gouverneur Chris Christie werd tegengehouden, oordeelde dat het huwelijk ook moet opengesteld worden voor homokoppels. Het Hooggerechtshof van New Mexico, de laatste staat zonder enige wet of grondwetsbepaling die het homohuwelijk toeliet of beperkte, oordeelde dat de grondwet van die staat ook het homohuwelijk moet toelaten. Bijna al deze staten hadden al geregistreerde partnerschappen (civil unions), die werden vervangen door het openstellen van het huwelijk. Colorado, waar een grondwettelijk verbod op het homohuwelijk gold, werd begin 2013 de laatste staat die zulke geregistreerde partnerschappen invoerde.
Hiermee werd er op relatief korte tijd een grote vooruitgang geboekt voor de homorechtenbeweging. Na de uitspraak in United States v. Windsor werden veel rechtszaken in federale rechtbanken opgestart die telkens het grondwettelijk verbod op het homohuwelijk in een staat aanvochten. 
De eerste uitspraak van zo'n zaak sinds United States v. Windsor kwam van rechter Robert Shelby in Kitchen v. Herbert met betrekking tot het verbod in Utah, een zeer conservatief-religieuze staat. Onmiddellijk erna begonnen homokoppels te trouwen. De overheid van Utah ging in beroep en vroeg aan de rechter om huwelijken niet toe te laten zolang de zaak in beroep is. Zowel rechter Shelby als de rechter in beroep weigerde, maar op 6 januari 2014 gaf het Amerikaanse Hooggerechtshof uiteindelijk toe aan de wens van Utah. Zo'n 1300 koppels hadden in die korte periode kunnen trouwen.
Deze uitspraak werd gevolgd door gelijkaardige uitspraken door federale rechters in Oklahoma (14 januari 2014), Virginia (13 februari 2014), Texas (26 februari 2014), Michigan (21 maart 2014), Idaho (13 mei 2014), Oregon (19 mei 2014, zie verder), Pennsylvania (20 mei 2014, zie verder), Wisconsin (6 juni 2014), Indiana (25 juni 2014) en Kentucky (1 juli 2014). In Ohio, Kentucky en Tennessee kwamen er alleen uitspraken met betrekking tot (een deel van) de erkenning van homohuwelijken van andere jurisdicties. In alle zaken werd beroep aangetekend en telkens werd, gebaseerd op de tussenkomst van het Amerikaans Hooggerechtshof in Utah, de uitspraak opgeschort totdat de zaak in beroep beslecht is. Ook de zaken van Hawaï en Nevada uit 2011 en 2012 (vóór United States v. Windsor) waren nog steeds in beroep in het 9e circuit. In april 2014 kwamen de zaken van Utah en Oklahoma voor het Hof van Beroep van het 10e circuit, dat jurisdictie heeft over deze en vier andere staten. In mei 2014 kwam de zaak van Virginia voor het Hof van Beroep van het 4e circuit, dat jurisdictie heeft over deze en vier andere staten.
Ook deelstatelijke rechters van Texas (22 april 2014), Arkansas (9 mei 2014) en Colorado (9 juli 2014) oordeelden dat de grondwet van de respectieve staten in strijd was met de Amerikaanse Grondwet en ook daar werd beroep aangetekend. Het Hooggerechtshof van Arkansas zette de huwelijken stop zolang het beroep loopt. Daarvóór konden homokoppels in Arkansas gedurende enkele dagen trouwen, net zoals eerder in Utah het geval was.
Ook in Oregon verklaarde een federale rechter op 19 mei 2014 het verbod op het homohuwelijk ongrondwettelijk. Aangezien noch de gouverneur van Oregon, noch de procureur-generaal van Oregon, noch iemand anders het verbod verdedigde en dus ook niet in beroep ging, konden homokoppels onmiddellijk beginnen met trouwen. Eerder waren homorechtenorganisaties al campagne aan het voeren om de eerste staat te worden die via een referendum het verbod zou schrappen. Oregon liet al geregistreerde partnerschappen toe en erkende al homohuwelijken van andere jurisdicties. De dag erna deed een rechter in Pennsylvania hetzelfde. Hier was geen grondwettelijk verbod maar wel een wettelijk verbod. Ook hier ging niemand in beroep, ook al was de Republikeinse gouverneur het niet eens met het rechterlijk oordeel.

#### Naar het Hooggerechtshof
Op 25 juni 2014 kwam de eerste uitspraak van een Hof van Beroep, namelijk dat van het 10e circuit met betrekking tot Utah. De uitspraak bevestigde die van de districtsrechter. Utah kondigde aan dat het een herbeoordeling door het volledige 10e circuit zal overslaan en rechtstreeks naar het Amerikaanse Hooggerechtshof stapt om te vragen de zaak op zich te nemen. Op 28 juli 2014 bevestigde ook het Hof van Beroep van het 4e circuit de uitspraak van de federale rechter in Virginia en op 5 september bevestigde het Hof van Beroep van het 7e circuit die met betrekking tot Indiana en Wisconsin.
De verweerders in de zaken die al een uitspraak in beroep hadden, hebben allemaal het Hooggerechtshof formeel gevraagd hun zaak op zich te nemen. Het Hooggerechtshof is niet verplicht een zaak aan te nemen, maar verwacht werd dat het een van deze rechtszaken uiteindelijk op zich zou nemen en dan zou oordelen of zulke verbodsbepalingen ongrondwettelijk zijn en zodoende het homohuwelijk al dan niet over heel de Verenigde Staten te legaliseren.
Op 6 oktober 2014 weigerde het Hooggerechtshof evenwel de gevraagde zaken aan te nemen, waardoor de uitspraken in beroep van kracht werden en homokoppels in Oklahoma, Utah, Indiana, Wisconsin en Virginia onmiddellijk konden trouwen. De dag erna kwam ook de uitspraak in het Hof van Beroep van het 9e circuit met betrekking tot Nevada en Idaho. Voor de andere staten die in deze circuits liggen (4e, 10e en 9e) was er nu dus een precedent waardoor een snelle eindbeslissing mogelijk werd. Dit gebeurde in de daaropvolgende dagen en weken in de negen betreffende staten: Colorado, West Virginia, North Carolina, Alaska, Arizona, Wyoming, Kansas, Montana en South Carolina.
Op 6 november 2014 volgde een uitspraak door het Hof van Beroep van het 6e circuit, waarmee de uitspraken over de betreffende staten (Kentucky, Michigan, Ohio en Tennessee) werden vernietigd en het verbod op het homohuwelijk niet ongrondwettelijk werd bevonden. De aanklagers hebben het Hooggerechtshof gevraagd om deze zaken op te nemen. Aangezien dit het enige hof van beroep is dat tot deze conclusie kwam (alle andere trokken een tegengestelde conclusie), vergrootte dit de kans dat het Hooggerechtshof zich over het homohuwelijk zou uitspreken.
Op 16 januari 2015 besliste het Hooggerechtshof de vier rechtszaken van het 6e circuit op te nemen. De vier zijn samengevoegd en beperkt tot de kwestie of het Veertiende Amendement (gelijke behandeling) enerzijds een staat al dan niet verplicht tot het verlenen van huwelijkslicenties aan koppels van hetzelfde geslacht en anderzijds een staat al dan niet verplicht zulke licenties van andere jurisdicties te erkennen. De zaak werd op 28 april bepleit.
Op 26 juni 2015 oordeelde het Hooggerechtshof met de uitspraak Obergefell v. Hodges dat staten het homohuwelijk niet kunnen verbieden. Het huwelijk werd dus over heel de Verenigde Staten opengesteld voor koppels van hetzelfde geslacht. Het oordeel werd geschreven door rechter Anthony Kennedy, die de uitspraken schreef in de drie belangrijkste rechtszaken met betrekking tot homorechten (Romer v. Evans, Lawrence v. Texas en United States v. Windsor) en al bij voorbaat algemeen werd beschouwd als de beslissende stem.

## Federale wetgeving
In de Verenigde Staten zijn er volgens voorstanders van het huwelijk voor mensen van hetzelfde geslacht 1049 federale wetten waarin het huwelijk een factor vormt. Ze beweren dat het stelselmatig ontzeggen van de voordelen en rechten die in deze wetten staan vastgesteld een schending is van het 14e amendement van de federale grondwet, dat bepaalt dat iedereen gelijk is voor de wet en dat de rechten die één burger krijgt toegezegd niet mogen worden onthouden aan een ander.
In 2003 besliste het federale Hooggerechtshof in de zaak Lawrence v. Texas dat seksueel verkeer met toestemming van alle betrokkenen beschermd wordt door amendement 14. Gecombineerd met een vonnis uit 1967 (waardoor alle antirassenvermengingswetten werden afgeschaft), meenden veel voorstanders dat er hoop is dat het Hooggerechtshof de wetten die het huwelijk van twee mensen van hetzelfde geslacht verbieden zal herroepen. Een dergelijke beslissing van de rechtbank zou betekenen dat de Huwelijksbeschermingswet (Defense of Marriage Act) uit 1996 ongrondwettig zou worden verklaard. Deze federale wet, afgekort tot DOMA, stelt vast dat het huwelijk een unie tussen een man en een vrouw is. De wet geeft staten het recht om homohuwelijken of geregistreerde partnerschappen uit andere deelstaten of landen niet te erkennen. Sinds de invoering van de DOMA hebben veel staten vergelijkbare statuten (zogenaamde mini-DOMA's) opgesteld, waarin staat dat zij het homohuwelijk niet erkennen.
President George W. Bush en andere tegenstanders van het homohuwelijk hebben geprobeerd om een grondwetsamendement in te voeren, namelijk de Federal Marriage Amendment, dat het huwelijk federaal als een verbinding tussen een man en een vrouw zou definiëren. Op die manier zou de grondwettelijkheid van de Defense of Marriage Act niet aangevochten kunnen worden op grond van de Full Faith and Credit clausule, de Equal Protection clausule of de Amerikaanse grondwet, noch zou een individuele deelstaat het homohuwelijk of geregistreerde partnerschappen kunnen legaliseren. Het amendement op 14 juli 2004 werd bediscussieerd door de Senaat; een voorronde toonde aan dat 48 senaatsleden voor waren en vijftig tegen. Hierop werd de wijziging afgewezen.
Op 26 juni 2013 oordeelde het Hooggerechtshof in de zaak United States v. Windsor dat sectie 3 van de DOMA ongrondwettelijk was. Een gevolg daarvan was dat de federale overheid homohuwelijken gelijkwaardig aan heterohuwelijken moest beschouwen en behandelden.

## Staten waar het homohuwelijk eerder is toegestaan
|        | Staat/district       | Bevolking (juli 2014) | Datum van legalisering                                   | Datum van inwerkingtreding                               | Wijze van legalisering |
| ------ | -------------------- | --------------------- | -------------------------------------------------------- | -------------------------------------------------------- | --- |
| 1.     | Massachusetts        | 6.745.408             | 18 november 2003                                         | 17 mei 2004                                              | Oordeel door het Hooggerechtshof van Massachusetts in Goodridge v. Department of Public Health |
| 2.     | Californië           | 38.802.500            | 15 mei 2008                                              | 16 juni 2008                                             | Oordeel door het Hooggerechtshof van California in in re Marriage Cases. Het homohuwelijk werd mogelijk voor enkele maanden tot Proposition 8 werd goedgekeurd op 5 november 2008                           |
| 2.     | Californië           | 38.802.500            | 4 augustus 2010                                          | 28 juni 2013                                             | Oordeel door een federale rechter in Perry v. Schwarzenegger in 2010 en later in beroep. Het Amerikaanse Hooggerechtshof gaf geen uitspraak en liet het oorspronkelijk oordeel gelden om procedurele reden. |
| 3.     | Connecticut          | 3.596.677             | 10 oktober 2008                                          | 12 november 2008                                         | Oordeel door het Hooggerechtshof van Connecticut in Kerrigan v. Commissioner of Public Health, vervolgens ingevoerd door het Parlement van Connecticut                                                      |
| 4.     | Iowa                 | 3.107.126             | 3 april 2009                                             | 27 april 2009                                            | Oordeel door het Hooggerechtshof van Iowa in Varnum v. Brien. |
| 5.     | Vermont              | 626.562               | 7 april 2009                                             | 1 september 2009                                         | Ingevoerd door het Parlement van Vermont |
| 6.     | New Hampshire        | 1.326.813             | 3 juni 2009                                              | 1 januari 2010                                           | Ingevoerd door het Parlement van New Hampshire |
| -      | District of Columbia | 658.893               | 18 december 2009                                         | 9 maart 2010                                             | Ingevoerd door de Raad van het District of Columbia |
| 7.     | New York             | 19.746.227            | 24 mei 2011                                              | 24 juni 2011                                             | Ingevoerd door het Parlement van New York |
| 8.     | Washington           | 7.061.530             | 6 november 2012                                          | 6 december 2012                                          | Ingevoerd door het Parlement van Washington en goedgekeurd in een referendum |
| 9.     | Maine                | 1.330.089             | 6 november 2012                                          | 29 december 2012                                         | Goedgekeurd in een referendum (nadat het een paar jaar eerder werd afgekeurd in een referendum) |
| 10.    | Maryland             | 5.976.407             | 6 november 2012                                          | 1 januari 2013                                           | Ingevoerd door het Parlement van Maryland en goedgekeurd in een referendum |
| 11.    | Rhode Island         | 1.055.173             | 2 mei 2013                                               | 1 augustus 2013                                          | Ingevoerd door het Parlement van Rhode Island |
| 12.    | Delaware             | 935.614               | 7 mei 2013                                               | 1 juli 2013                                              | Ingevoerd door het Parlement van Delaware |
| 13.    | Minnesota            | 5.457.173             | 14 mei 2013                                              | 1 augustus 2013                                          | Ingevoerd door het Parlement van Minnesota |
| 14.    | New Jersey           | 8.938.175             | 27 september 2013                                        | 21 oktober 2013                                          | Oordeel door het Hof van beroep van New Jersey in Garden State Equality v. Dow |
| 15.    | Hawaï                | 1.419.561             | 13 november 2013                                         | 2 december 2013                                          | Ingevoerd door het Parlement van Hawaii |
| 16.    | Illinois             | 12.880.580            | 20 november 2013                                         | 4 maart 2014                                             | Ingevoerd door het Parlement van Illinois |
| 17.    | New Mexico           | 2.085.572             | 19 december 2013                                         | 19 december 2013                                         | Oordeel door het Hooggerechtshof van New Mexico in Griego v. Oliver |
| 18.    | Oregon               | 3.970.239             | 19 mei 2014                                              | 19 mei 2014                                              | Oordeel door een federale districtsrechter in Rummell and West v. Kitzhaber (geen beroep aangetekend) |
| 19.    | Pennsylvania         | 12.787.209            | 20 mei 2014                                              | 20 mei 2014                                              | Oordeel door een federale districtsrechter in Whitewood v. Wolf (geen beroep aangetekend) |
| 20.    | Utah                 | 2.942.902             | 25 juni 2014                                             | 6 oktober 2014                                           | Oordeel door een federale districtsrechter in Kitchen v. Herbert, bevestigd in beroep door het 10e Circuit                                                                                                  |
| 21.    | Oklahoma             | 3.878.051             | 18 juli 2014                                             | 6 oktober 2014                                           | Oordeel door een federale districtsrechter in Bishop v. Smith, bevestigd in beroep door het 10e Circuit |
| 22.    | Wisconsin            | 5.757.564             | 4 september 2014                                         | 6 oktober 2014                                           | Oordeel door een federale districtsrechter in Wolf v. Walker, bevestigd in beroep door het 7e Circuit |
| 23.    | Indiana              | 6.596.855             | 4 september 2014                                         | 6 oktober 2014                                           | Oordeel door een federale districtsrechter in Baskin v. Bogan, bevestigd in beroep door het 7e Circuit |
| 24.    | Virginia             | 8.326.289             | 28 juli 2014                                             | 6 oktober 2014                                           | Oordeel door een federale districtsrechter in Bostic v. Rainey, bevestigd in beroep door het 4e Circuit |
| 25.    | Colorado             | 5.355.866             | 9 juli 2014                                              | 7 oktober 2014                                           | Oordeel door een federale districtsrechter in Baskin v. Bogan en door een deelstaatrechter in Brinkman v. Long                                                                                              |
| 26.    | Nevada               | 2.839.099             | 7 oktober 2014                                           | 9 oktober 2014                                           | Oordeel in beroep door het 9e Circuit, dat een eerder oordeel door een federale districtsrechter in het voordeel van de staat vernietigde (Sevcik v. Sandoval)                                              |
| 27.    | West Virginia        | 1.850.326             | 9 oktober 2014                                           | 9 oktober 2014                                           | Uitvoerende macht van de staat paste precedent van het 4e Circuit toe, een maand later kwam er ook een oordeel door een federale districtsrechter die het verbod formeel ophief                             |
| 28.    | Idaho                | 1.634.464             | 7 oktober 2014                                           | 10 oktober 2014                                          | Oordeel door een federale districtsrechter in Latta v. Otter, bevestigd in beroep door het 9e Circuit |
| 29.    | North Carolina       | 9.943.964             | 10 oktober 2014                                          | 10 oktober 2014                                          | Oordeel door een federale districtsrechter (met toepassing van het precedent van het 4e Circuit) |
| 30.    | Alaska               | 736.732               | 12 oktober 2014                                          | 17 oktober 2014                                          | Oordeel door een federale districtsrechter (met toepassing van het precedent van het 9e Circuit) |
| 31.    | Arizona              | 6.731.484             | 17 oktober 2014                                          | 17 oktober 2014                                          | Oordeel door een federale districtsrechter (met toepassing van het precedent van het 9e Circuit) |
| 32.    | Wyoming              | 584.153               | 17 oktober 2014                                          | 21 oktober 2014                                          | Oordeel door een federale districtsrechter (met toepassing van het precedent van het 10e Circuit) |
| 33.    | Kansas               | 2.904.021             | 4 november 2014                                          | 12 november 2014                                         | Oordeel door een federale districtsrechter (met toepassing van het precedent van het 10e Circuit) |
| 34.    | South Carolina       | 4.832.482             | 12 november 2014                                         | 20 november 2014                                         | Oordeel door een federale districtsrechter (met toepassing van het precedent van het 4e Circuit) |
| 35.    | Montana              | 1.023.579             | 19 november 2014                                         | 19 november 2014                                         | Oordeel door een federale districtsrechter (met toepassing van het precedent van het 9e Circuit) |
| 36.    | Florida              | 19.893.297            | 21 augustus 2014                                         | 6 januari 2015                                           | Oordeel door een federale districtsrechter, nog in beroep maar de uitspraak ging van kracht 91 dagen nadat het Hooggerechtshof geen zaak opnam                                                              |
| 37.    | Alabama              | 4.849.377             | 9 februari 2015                                          |                                                          | Hooggerechtshof heeft besloten een hoger beroep uit januari 2015 niet in behandeling te nemen. |
| Totaal | Totaal               | 229.188.033           | (71,8% van de totale bevolking van 318.857.056 personen) | (71,8% van de totale bevolking van 318.857.056 personen) | (71,8% van de totale bevolking van 318.857.056 personen) |